# Phoebe birmanica
Phoebe birmanica är en lagerväxtart som beskrevs av André Joseph Guillaume Henri Kostermans. Phoebe birmanica ingår i släktet Phoebe och familjen lagerväxter. Inga underarter finns listade i Catalogue of Life.